# Ecnomus robustior
Ecnomus robustior är en nattsländeart som beskrevs av Georg Ulmer 1951. Ecnomus robustior ingår i släktet Ecnomus och familjen trattnattsländor. Inga underarter finns listade i Catalogue of Life.